# Harpyia
Genre
Le genre Harpyia regroupe des lépidoptères (papillons) de nuit de la famille des Notodontidae.

## Liste des espèces
- Harpyia assymetria Schintlmeister et Fang, 2001.
- Harpyia microsticta (Swinhoe, 1892).
- Harpyia milhauseri (Fabricius, 1775) — Dragon.
- Harpyia powelli (Oberthür, 1912) — Dragon de Powell.
- Harpyia tokui Sugi, 1977.
- Harpyia umbrosa (Staudinger, 1892).